# Cantón de Vitry-le-François-Este
El cantón de Vitry-le-François-Este era una división administrativa francesa, que estaba situada en el departamento de Marne y la región de Champaña-Ardenas.

## Composición
El cantón estaba formado por quince comunas, más una fracción de la comuna que le daba su nombre:
- Ablancourt
- Aulnay-l'Aître
- Bignicourt-sur-Marne
- Couvrot
- Frignicourt
- La Chaussée-sur-Marne
- Lisse-en-Champagne
- Luxémont-et-Villotte
- Marolles
- Merlaut
- Saint-Amand-sur-Fion
- Saint-Lumier-en-Champagne
- Saint-Quentin-les-Marais
- Soulanges
- Vitry-en-Perthois
- Vitry-le-François (fracción)

## Supresión del cantón de Vitry-le-François-Este
En aplicación del Decreto nº 2014-208 de 21 de febrero de 2014, el cantón de Vitry-le-François-Este fue suprimido el 22 de marzo de 2015 y sus 16 comunas pasaron a formar parte; nueve del nuevo cantón de Vitry-le-François-Champaña y Der y siete del nuevo cantón de Sermaize-les-Bains.